# Louis Martin (natation)
Pour les articles homonymes, voir Louis Martin et Martin.
Louis Martin est un nageur et un joueur de water-polo français né le 22 avril 1875 à Lille et mort le 2 avril 1957 à La Courneuve. 

## Carrière
Licencié aux Pupilles de Neptune de Lille, Louis Martin participe aux épreuves de natation aux Jeux olympiques d'été de 1900 à Paris. Cinquième du 1 000 m nage libre et neuvième du 200 mètres nage libre, il remporte deux médailles de bronze en 4 000 m nage libre et en 200 mètres nage libre par équipe. Durant ces mêmes Jeux, en water-polo, il termine avec une des équipes des Pupilles de Neptune à la troisième place.